# Polybranchia papillosa
Polybranchia papillosa is een slakkensoort uit de familie van de Hermaeidae. De wetenschappelijke naam van de soort is voor het eerst geldig gepubliceerd in 1866 door Pease.